# تپه بابا شامار
تپه بابا شامار مربوط به عصر مس - هزاره سوم و ۲ قبل از میلاد - است و در شهرستان سرپل ذهاب، بخش مرکزی، دهستان دشت ذهاب، ۱/۷ کیلومتری جنوب غرب روستای اکبرآباد واقع شده و این اثر در تاریخ ۲۶ اسفند ۱۳۸۷ با شمارهٔ ثبت ۲۵۶۲۲ به‌عنوان یکی از آثار ملی ایران به ثبت رسیده است.